# ویلیام فلین
ویلیام فلین (انگلیسی: William Flinn; ۲۶ مهٔ ۱۸۵۱ – ۱۹ فوریهٔ ۱۹۲۴) سیاست‌مدار اهل ایالات متحده آمریکا بود.
وی رئیس جمهوریخواه کمیته امور خارجی از پنسیلوانیا بود.